# Small Town Girl
 Small Town Girl és una pel·lícula musical estatunidenca dirigida per László Kardos el 1953.

## Argument
Rick Belrow Livingston, de pas per Duke Creek, petita ciutat de Connecticut, és condemnat a 30 dies de presó pel jutge Gordon Kimbell, per excés de velocitat. La vedette de Broadway Lisa Bellmount, que l'acompanyava, adverteix la premsa que estén l'assumpte. Cindy, la filla del jutge, s'enamora de Rick, que l'ha seduït i ha aconseguit que li permeti escapar-se una vesprada, per tal d'assistir al nou espectacle de Lisa. Ludwig Schlemmer, promès de Cindy, somia anar a Broadway i espera ser recomanat per la vedette.

## Repartiment
- Farley Granger: Rick Belrow Livingston
- Ann Miller: Lisa Bellmount
- Robert Keith: El jutge Gordon Kimbell
- Jane Powell: Cindy Kimbell, la seva filla
- S.Z. Sakall: Eric Schlemmer
- Bobby Van: Ludwig Schlemmer, el seu fill
- Billie Burke: La Sra. Livingston mare
- Fay Wray: Sra. Gordon Kimbell
- Chill Wills: Happy, el xèrif
- Dean Miller: Mac
- William Campbell: Ted, el periodista-fotògraf
- Philip Tonge: Hemmingway, l'amo de l'hotel
- Jonathan Cott: Jim, el policia
- Bobby Hyatt: Dennis Kimbell
- Beverly Wills: Deidre
- Gloria Noble: Patsy
- Jane Liddell: Betty
- Nancy Valentine: Mary
- Pegi McIntire: Susie
- Rudy Lee: Jimmy
- Janet Stewart: Sandra
- Virginia Hall: Una amiga
- Nat King Cole: Ell mateix

## Nominacions
- Oscar a la millor cançó original per Nicholas Brodszky (música) i Leo Robin (lletra) per la cançó "My Flaming Heart".

## Comentari
Com sovint amb aquest tipus de pel·lícules, la intriga no és més que un pretext pels números musicals, brillantment coregrafiats per Busby Berkeley, un especialista del gènere.  Small Town Girl , rodada en plena edat d'or de la comèdia musical hollywoodienca (però menys coneguda que els grans clàssics, com ara Cantant sota la pluja o Un americà a París), té sobretot dos grans moments:
aquell on Bobby Van travessa tot Duke Creek saltironant entre la gent, i aquell on Ann Miller balla a una escena, enmig de músics dels quals només es veuen els instruments. Destacar que als crèdits del  Small Town Girl , figuren el director hongarès László Kardos, l'actor igualment hongarès S.Z. Sakall i el compositor Nicholas Brodszky, d'origen rus; tots tres havien fugit d'Alemanya i Hongria (on treballaven llavors) al final dels anys 1930, per l'adveniment del nazisme.